# Kaštanka
Kaštanka (in russo: Каштанка) è un racconto di Anton Čechov pubblicato nel 1887.

## Trama

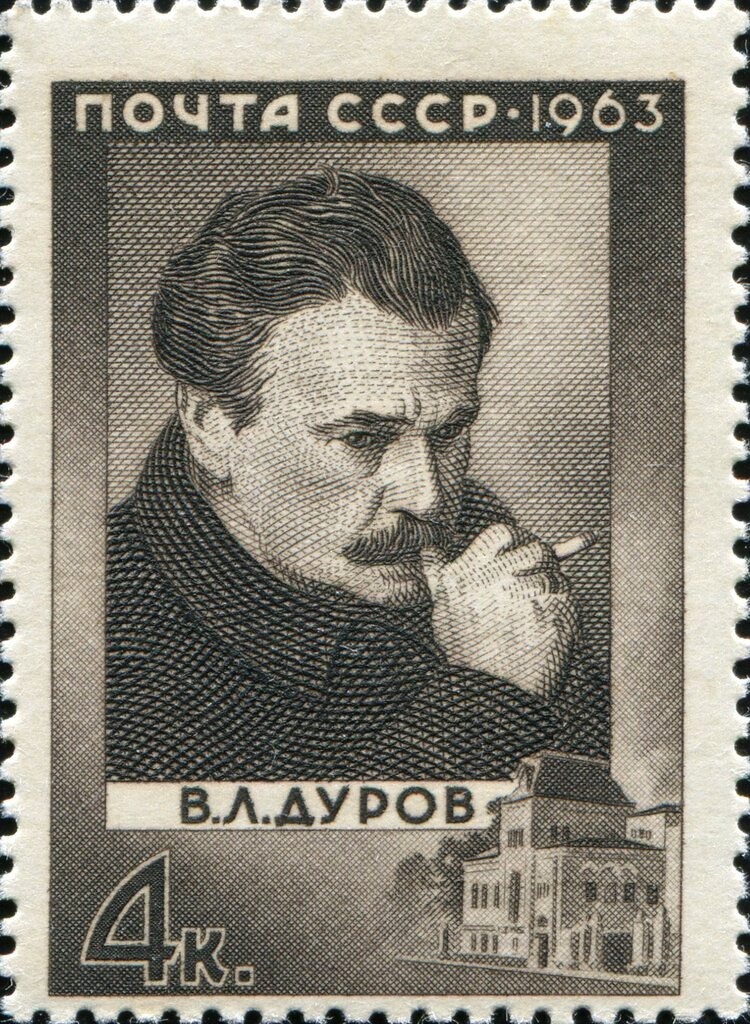
Francobollo commemorativo di Vladimir Leonidovič Durov (1863-1934)

Il racconto è suddiviso in sette sezioni: I. Cattiva condotta; II. Lo sconosciuto misterioso; III. Una nuova, piacevolissima conoscenza; IV. Strani prodigi; V. Che talento! Che talento! VI. Una notte inquieta. VII. Esordio disgraziato.
Kaštanka è un giovane cane dal pelo rossiccio, incrocio di un bassotto con un cane da cortile, simile nel muso a una volpe. Vive in casa del falegname Luka Aleksandryč, il quale lo maltratta; ma a Kaštanka piace l'odore di colla, vernici e trucioli ed è abituato ai giochi spesso crudeli di Fedûška, il figlio del padrone. 
Kaštanka si perde mentre accompagna Luka Aleksandryč in zone sconosciute della città. È ormai notte. Affamato e infreddolito, Kaštanka viene raccolto e rifocillato da Mister Žorž, un addestratore di animali. Costui ha addestrato un gatto, un'oca e un maiale a eseguire un esercizio circense chiamato "Piramide d'Egitto". Il cagnolino, battezzato da Mister Žorž col nome "Zietta", vivrà ben nutrito e in assenza di maltrattamenti, con gli animali del piccolo circo. La tragica morte dell'oca spingerà Mister Žorž ad addestrare anche il cagnolino. Il giorno del debutto saranno tuttavia presenti fra gli spettatori anche Luka Aleksandryč e Fedûška. Sarà quest'ultimo a riconoscere Kaštanka e a chiamarlo. Il cane interromperà l'esercizio, abbandonerà Mister Žorž e ritornerà dagli ex padroni.

## Critica
"Kaštanka" fu pubblicato sul quotidiano di San Pietroburgo Novoe vremâ il giorno di Natale del 1887 con il titolo "Le società scientifiche" (in russo В учёном обществе?, V učënom obŝestve) a firma "An. Čehov". Il titolo "Kaštanka" venne attribuito allorché l'opera fu raccolta in volume, nel 1922. La storia fu verosimilmente composta nel 1887. Fra i motivi ispiratori, il noto grande amore di Čechov per gli animali e l'amicizia dell'autore per Vladimir Leonidovič Durov (1863-1934), un famoso addestratore di animali ispiratore della figura di Mister Žorž. Il racconto è divenuto un classico dell'infanzia, pubblicato spesso in edizioni illustrate.

## Edizioni
- An. Čehov, "Le società scientifiche" (in russo В учёном обществе?, V učënom obŝestve), Tempo nuovo (in russo Новое время?, Novoe vremâ) n. 4248 (25 dicembre 1887), pp. 1-2
- A. Čechov,   «Kaštanka (in russo: Каштанка)», In: in russo Сочинения в 18 томах // Полное собрание сочинений и писем в 30 томах?, Sočineniâ v 18 tomah // Polnoe sobranie sočinenij i pisem v 30 tomah (Opere in 18 volumi // I testi completi e le lettere in 30 volumi), M: Nauka , 1976, Vol. 6. Racconti, 1887, pp. 430-449.
- Anton Cecof, Kastanka; traduzione di M. Martini, Milano: Ed. Elit, 1933. 
Il volume contiene anche Le due orfanelle di Adolphe d'Ennery
- Anton P. Cecov, Kastanka ed altri racconti; traduzione di Olga Apshofen Malavasi, Coll. Capolavori stranieri per la gioventù 71, Firenze: Ed. Marzocco, 1952
- Anton P. Cechov, Kaštànka: e altri racconti; tradotti dal russo da Piero Cazzola e Grazia Ronga Fabbrovich, Coll. La Bancarella, Torino: Paravia, 1960. 
Contiene: Kaštànka ; Biancafronte ; Van'ka ; Ragazzi ; Il fuggitivo ; La morte dell'impiegato ; Un essere indifeso ; Smarriti ; Chirurgia ; Il camaleonte ; Il grosso e lo smilzo ; La lota ; Mistero ; Il punto esclamativo ; Nella bottega del barbiere ; Un cognome "cavallino" ; Dalla padella nella brace ; Non c'è fuoco senza fumo ; L'esame d'avanzamento ; Il tifo.
- Anton Cechov, Racconti, Vol. III; traduzione di Agostino Villa, Torino: Einaudi, 1960. 
Contiene:  Una storia noiosa ; In viaggio ; Malinconia ; Calamità ; Piccola realtà quotidiana ; La strega ; Un avvenimento ; Mia moglie ; Un cardo errante ; Agafia ; In tribunale ; Brava gente ; Kastanka ; L'ultima mohicana ; Fango ; Senza titolo ; Regno di donne ; Deportati ; La fortuna ; Lo zufolo ; Notte di Pasqua ; Pazienza a tutta prova ; Ladri ; La posta ; Contrarietà ; Avventura professionale; La lettera ; Paure ; Un piccolo scherzo ; La sventata ; Gusev.
- Anton Čechov, Tutti i racconti; introduzione e traduzione di Alfredo Polledro, Milano: Biblioteca Universale Rizzoli, 1975
- Antòn P. Čechov, Tutti i racconti, Vol. II: Caccia Tragica; Racconti : 1886-1888; a cura di Eridano Bazzarelli, Milano: Mursia, 1983
- Anton P. Cecov, Kastanka e altri racconti; [illustrazioni di Ileana Ceausu Pandele, Firenze: Giunti Marzocco, stampa 1975
- A. Cechov, Opere, Vol. IV: Racconti 1887: Kastanka e altri racconti; a cura di Fausto Malcovati; traduzione di Patrizia Deotto e Lucetta Negarville Minucci, Roma: Editori riuniti, 1985, ISBN 88-359-2702-1
- Anton Cechov, La lettura; Kastanka; traduzione di Tommaso Landolfi; con una nota di Giovanni Maccari, Milano: Adelphi, 2012, ISBN 978-88-459-2695-2
- Čechov, Kaštanka; a cura di Bruno Osimo, Milano: Osimo, 2020, ISBN 978-88-98467-67-9

## Adattamenti
- Kaštanka (Каштанка), film sovietico del 1926 diretto da Ol'ga Ivanovna Preobraženskaja[5]
- Kaštanka (Каштанка), film sovietico di animazione del 1952 diretto da Michail Michajlovič Cechanovskij[6][7]
- Kaštanka (Каштанка), film sovietico del 1975 diretto da Roman Gurgenovič Balajan[8]
- Kaštanka (Каштанка), film russo di animazione del 2004 diretto da Natal’ja Vjačeslavovna Orlova[9]